# Колли, Роберт
Ро́берт Чарльз Ко́лли (англ. Robert Charles Colley; род. 10 ноября 1954, Крайстчерч) — новозеландский боксёр, представитель лёгкой и полусредней весовых категорий. Выступал за сборную Новой Зеландии по боксу в середине 1970-х годов, бронзовый призёр Игр Содружества наций в Крайстчерче, победитель и призёр турниров национального значения, участник летних Олимпийских игр в Монреале.

## Биография
Роберт Колли родился 10 ноября 1954 года в городе Крайстчерче региона Кентербери.
Первого серьёзного успеха на взрослом международном уровне добился в сезоне 1974 года, когда вошёл в основной состав новозеландской национальной сборной и выступил на домашних Играх Содружества наций в Крайстчерче, где завоевал награду бронзового достоинства в зачёте лёгкой весовой категории. Также побывал на чемпионате Океании в Папеэте, но сумел дойти здесь только до стадии полуфиналов.
Благодаря череде удачных выступлений в 1976 году Колли удостоился права защищать честь страны на летних Олимпийских играх в Монреале, при этом он находился уже в полусреднем весе. Выступил здесь не очень удачно, в первом же поединке, выйдя на ринг против титулованного советского боксёра Валерия Лимасова, был дисквалифицирован в третьем раунде за преднамеренный удар соперника головой.
В дальнейшем больше не принимал участия в сколько-нибудь значимых международных соревнованиях по боксу.